# Biblioteca de datos
Una biblioteca de datos, archivo de datos o repositorio de datos es una colección de numéricos y/o geoespaciales conjuntos de datos para su uso en la investigación secundaria. Una biblioteca de datos es normalmente parte de una institución más grande (académica, corporativa, científica, médica, gubernamental, etc.) establecida para el archivo de datos de investigación y para servir a los usuarios de datos de esa organización. La biblioteca de datos tiende a albergar colecciones de datos locales y proporciona acceso a ellas a través de diversos medios (CD-/DVD-ROM o servidor central para descargar). Una biblioteca de datos también puede mantener suscripciones a recursos de datos con licencia para que accedan sus usuarios. Si una biblioteca de datos también se considera un archivo de datos puede depender de la extensión de las existencias únicas en la colección, si se ofrecen servicios de preservación a largo plazo y si sirve a una comunidad más amplia (como lo hacen los archivos de datos nacionales). La mayoría de las bibliotecas de datos públicas figuran en el Registro de repositorios de datos de investigación. 

## Importancia de las bibliotecas de datos y la biblioteca de datos
En agosto de 2001, la Asociación de Bibliotecas de Investigación (ARL) publicó SPEC Kit 263: Productos y servicios de datos numéricos, presentando los resultados de una encuesta a las instituciones miembros de ARL involucradas en la recopilación y prestación de servicios para recursos de datos numéricos. 

## Servicios ofrecidos por bibliotecas de datos y bibliotecarios de datos
Servicio de biblioteca que brinda apoyo a nivel institucional para el uso de conjuntos de datos numéricos y de otro tipo en la investigación. Entre las actividades de soporte típicamente disponibles: 
- Asistencia de referencia: localizar conjuntos de datos numéricos o geoespaciales que contienen variables medibles sobre un tema o grupo de temas en particular, en respuesta a una consulta del usuario.
- Instrucción del usuario: brinda capacitación práctica a grupos de usuarios para localizar recursos de datos sobre temas particulares, cómo descargar datos y leerlos en hojas de cálculo, estadísticas, bases de datos o paquetes SIG, cómo interpretar libros de códigos y otra documentación.
- Asistencia técnica: incluye facilitar los procedimientos de registro, solucionar problemas con el conjunto de datos, como errores en la documentación, volver a formatear los datos en algo con lo que un usuario pueda trabajar y ayudar con la metodología estadística.
- Desarrollo y gestión de colecciones: adquiere, mantiene y gestiona una colección de archivos de datos utilizados por la comunidad local de usuarios para el análisis secundario; comprar suscripciones de datos institucionales; actuar como representante de sitio para proveedores de datos y archivos de datos nacionales para la institución.
- Servicios de preservación e intercambio de datos: actúe sobre una estrategia de preservación de conjuntos de datos en la colección, como la actualización de medios y la migración de formatos de archivo; descargue y mantenga registros de versiones actualizadas desde un repositorio central. Además, ayude a los usuarios a preparar datos originales para uso secundario de otros; ya sea para depositar en un repositorio central o institucional, o para formas menos formales de compartir datos. Esto también puede implicar marcar los datos en un estándar XML apropiado, como la Iniciativa de documentación de datos, o agregar otros metadatos para facilitar el descubrimiento en línea.

## Asociaciones
- IASSIST (Asociación Internacional de Tecnología de Información y Servicio de Ciencias Sociales)[3]
- DISC-UK (Comité de especialistas en información de datos — Reino Unido)[4]
- APDU (Asociación de Usuarios de Datos Públicos - EE. UU.)[5]
- CAPDU  (Asociación Canadiense de Usuarios de Datos Públicos)[6]

## Ejemplos de bibliotecas de datos

### Ciencias Naturales
La siguiente lista se refiere a archivos de datos científicos. 
- Archivo de datos de investigación CISL
- Dríada
- Servicio de archivo científico de ESO/ST-ECF
- Banco Internacional de Datos de Anillo de Árbol
- Consorcio Interuniversitario de Investigación Política y Social
- Red de conocimiento para biocomplejidad
- Archivo Nacional de Datos Computarizados sobre Envejecimiento
- Archivo Nacional de Datos de Justicia Criminal
- Centro Nacional de Datos Climáticos
- Centro Nacional de Datos Geofísicos
- Centro Nacional de Datos de Nieve y Hielo
- Centro Nacional de Datos Oceanográficos
- Centro de Archivo Activo Distribuido del Laboratorio Nacional de Oak Ridge
- Pangea - Editor de datos para Ciencias de la Tierra y del Medio Ambiente
- Centro mundial de datos
- DataONE
- 4TU. Centro de datos de investigación

### Ciencias Sociales
En las ciencias sociales, las bibliotecas de datos se denominan archivos de datos. Los archivos de datos son instituciones profesionales para la adquisición, preparación, preservación y difusión de datos sociales y de comportamiento. Los archivos de datos en ciencias sociales evolucionaron en la década de 1950 y han sido percibidos como un movimiento internacional:
 Para 1964, el Consejo Internacional de Ciencias Sociales (ISSC) había patrocinado una segunda conferencia sobre Archivos de Datos de Ciencias Sociales y tenía un Comité permanente de Datos de Ciencias Sociales, que estimuló el movimiento de los archivos de datos. A principios del siglo XXI, la mayoría de los países desarrollados y algunos países en desarrollo habían organizado archivos de datos nacionales formales y que funcionaban bien. Además, los campus universitarios y universitarios a menudo tienen 'bibliotecas de datos' que ponen los datos a disposición de sus profesores, personal y estudiantes; la mayoría de estos tienen una responsabilidad de archivo mínima, confiando para esa función en una institución nacional (Rockwell, 2001, p. 3227). 
- re3data.org es un registro global de archivos de datos de indexación de repositorio de datos de investigación de todas las disciplinas: http://www.re3data.org
- Los miembros de CESSDA son archivos de datos y otras organizaciones que archivan datos de ciencias sociales y proporcionan datos para uso secundario: https://www.cessda.eu/About/Consortium
- Consorcio de archivos de datos europeos de ciencias sociales: http://www.cessda.org/
- Archivo finlandés de datos de ciencias sociales (FSD): http://www.fsd.uta.fi/
- Los archivos de datos daneses: http://www.sa.dk/content/us/about_us Archivado el 29 de diciembre de 2014 en Wayback Machine. ; página específica (solo en danés): https://web.archive.org/web/20150318230743/http://www.sa.dk/dda/default.htm
- Consorcio Interuniversitario de Investigación Política y Social: http://www.icpsr.umich.edu/
- The Roper Center for Public Opinion Research: https://ropercenter.cornell.edu/
- El Archivo de Datos de Ciencias Sociales: http://dataarchives.ss.ucla.edu/
- El Archivo de Datos de Investigación de NCAR: http://rda.ucar.edu
- Instituto Cornell para la Investigación Social y Económica: https://ciser.cornell.edu/data/data-archive/